# Vành đai núi lửa Andes

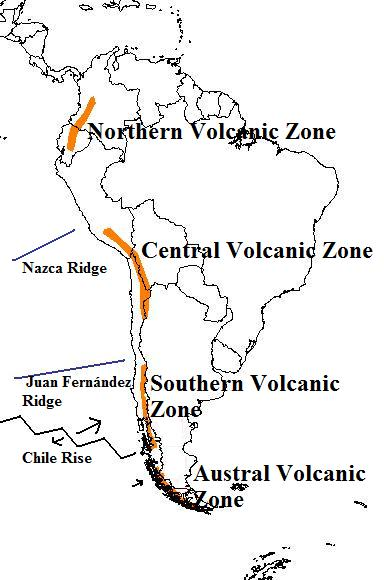
Bản đồ các vòng cung núi lửa ở Andes và các cấu trúc chìm đã ảnh hưởng đến núi lửa

Vành đai núi lửa Andes là một vành đai núi lửa lớn cùng Cordillera Andes tại Argentina, Bolivia, Chile, Colombia, Ecuador và Peru. Nó được hình thành như là kết quả của sự hút chìm của mảng Nazca và mảng Nam Cực bên dưới mảng Nam Mỹ. Vành đai này được chia thành bốn khu vực núi lửa chính được ngăn cách với nhau bởi những khe núi lửa. Các miệng núi lửa của vành đai rất đa dạng về kiểu hoạt động, sản phẩm và hình thái. Trong khi một số khác biệt có thể được giải thích là do vùng núi lửa mà một ngọn núi lửa đó thuộc về, có sự khác biệt đáng kể trong khu vực núi lửa và thậm chí giữa những ngọn núi lửa lân cận. Mặc dù là một vị trí điển hình của vôi-kiềm và hiện tượng núi lửa hút chìm, vành đai núi lửa Andes có một phạm vi rộng lớn của các thiết lập kiến tạo núi lửa, chẳng hạn như các hệ thống khe nứt và các khu nới rộng, đứt gãy xuyên biển, hút chìm của sống núi giữa đại dương và chuỗi núi dưới đáy biển ngoài một phạm vi rộng lớn trên độ dày của vỏ trái đất và con đường đi lên mắc ma, và số lượng khác nhau của đồng hóa vỏ.
Núi lửa Romeral ở Colombia nằm ở cực bắc của vành đai núi lửa Andes. Phía nam vĩ độ 49°S trong khu vực hoạt động núi lửa Austral là núi lửa Fueguino nằm ở cực nam quần đảo Tierra del Fuego.